# Rötger Belke-Grobe
Rötger Belke-Grobe (* 27. August 1940 in Wuppertal; † 17. August 2007) war ein deutscher Landwirt, Unternehmer und Kommunalpolitiker.

## Leben
Belke-Grobe besuchte zunächst das Aufbaugymnasium in Schmallenberg. Es folgte eine landwirtschaftliche Ausbildung und er absolvierte die Meisterprüfung. Danach studierte er an der Ingenieurschule für Landbau Soest mit Abschluss als Dipl.-Agraringenieur.
Belke-Grobe stammte aus dem Schmallenberger Ortsteil Holthausen und gehörte der CDU an. Er wurde im Jahr 1969 Gemeindevertreter in Oberkirchen und nach der kommunalen Neugliederung Stadtvertreter in Schmallenberg. 1979 wurde er in den Kreistag des Hochsauerlandkreises gewählt. Von 1989 bis 1994 war Belke-Grobe Bürgermeister in Schmallenberg und seit 1994 Mitglied der Landschaftsversammlung Westfalen-Lippe. Im Jahr 2004 wurde er zweiter stellvertretender Vorsitzender des sogenannten Westfalenparlaments.
Zwischenzeitlich wurde Belke-Grobe Vorstandsvorsitzender der Milchwerke Köln/Wuppertal (MKW, Tuffi) bis zu Fusion mit der FrieslandCampina Germany. Danach war er Mitglied des Vorstandes bzw. Aufsichtsrates von FrieslandCampina. Zudem war es bis 1999 Vorsitzender der Vieh und Fleisch Hochsauerland Süd eG.
Im 21. Oktober 1998 wurde auf Anregung von Belke-Grobe der Verein Milch & Kultur Rheinland Westfalen e. V. gegründet, den er bis August 2007 als Vorsitzender führte. Er war außerdem Gründungsmitglied des Kuratoriums Sozialwerk St. Georg für den Geschäftsbereich Westfalen-Süd. Dessen Vorsitz hatte er von 1994 bis 1999 inne. Von 2001 bis 2006 gehörte er dem neu gegründeten Kuratorium der Stiftung Sozialwerk St. Georg an.
Auf seine Initiative entstand 1975 das Schieferbergbau- und Heimatmuseum Holthausen. Insgesamt war er 33 Jahre lang erster Vorsitzender des Museumsvereins und auch Initiator der Südwestfälischen Galerie. Diverse Publikationen des Schieferbergbau- und Heimatmuseums Holthausen sind unter seiner Federführung entstanden.
Er war verheiratet und hatte vier Kinder.

## Ehrungen
- Bundesverdienstkreuz am Bande (18. November 1997)[10]
- Bundesverdienstkreuz 1. Klasse (28. Mai 2007)[10]

## Veröffentlichungen
- Rötger Belke-Grobe, Peter Kracht, Bernward Selter, Michael Senger: Bauern im südwestfälischen Bergland. Band 1 und 2, Ardey-Verlag, 2006, ISBN 9783870233174